# マクガフィン
マクガフィン (英: MacGuffin, McGuffin) とは、小説や映画などのフィクション作品におけるプロット・デバイスの一つであり、登場人物（キャラクター）への動機付けや話を進めるために用いられる作劇上の概念のこと。作中人物にとって重要でありドラマもそれをキーアイテムとして進行するが、物語の成立を目的とするならそれ自体が何であるかは重要ではなく代替可能ですらあるものを指す。
特にスリラー映画で多用され、泥棒が狙う宝石やスパイが狙う重要書類などがマクガフィンの典型例である。しかし物に限定されず、出来事や人物などもマクガフィンに含まれる。
マクガフィンは通常、物語の序盤で言及され、その重要性が徐々に低下していく。物語のクライマックスで再登場することもあるが、その存在が忘れられる場合もある。
1つの作品内に複数のマクガフィンが用いられた場合、批判的に「プロット・クーポン」（plot coupons）と呼ばれることがある。

## 歴史
技法そのものは古くから用いられていたが、その概念を「マクガフィン」という用語で表現したのはイギリスの脚本家アンガス・マクフェイルが最初だと言われている。その後、マクフェイルと協働した映画監督のアルフレッド・ヒッチコックによって、マクガフィンの概念は1930年代頃から普及した。
ヒッチコックによると、マクガフィンの語源は2人の男が汽車で交わした小噺に由来する。「棚の上の荷物は何だい？」と聞くと、「あれはマクガフィンさ」と答えた。「マクガフィンとは何だい？」と聞くと、「あぁスコットランドのハイランド地方で使われる、ライオンを捕まえる罠さ」と答えた。「でもハイランド地方にライオンなんていないぞ」と問うと、「じゃあ、あの荷物はマクガフィンではないな」と答えた。
なお、MacGaffin または McGaffin（人名の場合、Gの直後はuではなくaと綴る）はイギリスおよびアイルランド系に見られる苗字で、ゲール語に由来する。

## 定義と用法

### アルフレッド・ヒッチコック
1966年に行われたフランソワ・トリュフォーによるヒッチコックの長時間インタビューを収録した『映画術 ヒッチコック/トリュフォー』には、マクガフィンへの言及が何度もある。
また、オックスフォード英語辞典によると、ヒッチコックは、先のインタビューより27年前の1939年のコロンビア大学での講義においてもマクガフィンに言及している。
つまり、マクガフィンとは単なる「入れ物」のようなものであり、別のものに置き換えても構わないようなものである。たとえばヒッチコックは『汚名』（Notorious、1946年）を企画していたとき、ストーリー展開の鍵となる「ウラニウムの入ったワインの瓶」に難色を示したプロデューサーに対して、「ウラニウムがいやなら、ダイヤモンドにしましょう」と提案している。ヒッチコックにとって重要なのは、ウラニウムという原子爆弾の材料ではなくてそれをきっかけにして展開されるサスペンスだったのである。物語にリアリティを与えようとシナリオライターやプロデューサーはそうした小道具についても掘り下げようとするのだが、ヒッチコックはそれは単なるマクガフィンだからそんな必要は無いという態度をとった。ヒッチコックによれば、マクガフィンに過ぎないものに観客が気を取られすぎるとそれに続くサスペンスに集中ができない。だから、マクガフィンについては軽く触れるだけで良いというのがヒッチコックの作劇術であった。

### ジョージ・ルーカス
アメリカ合衆国の映画監督ジョージ・ルーカスは、1977年の映画『スター・ウォーズ』に登場するロボットキャラクターR2-D2のことを「映画のストーリーの核となるもの、すなわち映画業界で言うところのマクガフィンであり、皆が追い求めるオブジェクトだ」と描写している。ヒッチコックにとってのマクガフィンの定義はプロットの進展に必要であるものの、観衆はさほど気に留めないオブジェクトであった。これに対してルーカスは、マクガフィンとは「まるでヒーローと悪役の決闘シーンのように観客を虜にするものでなければならない」と語っている。